# Mossklubba
Mossklubba (Eocronartium muscicola) är en svampart som först beskrevs av Christiaan Hendrik Persoon, och fick sitt nu gällande namn av Harry Morton Fitzpatrick 1918. Enligt Catalogue of Life ingår Mossklubba i släktet Eocronartium,  och familjen Eocronartiaceae, men enligt Dyntaxa är tillhörigheten istället släktet Eocronartium,  och familjen Platygloeaceae. Arten är reproducerande i Sverige. Inga underarter finns listade i Catalogue of Life.